# Standbeeld van Olav Tryggvason

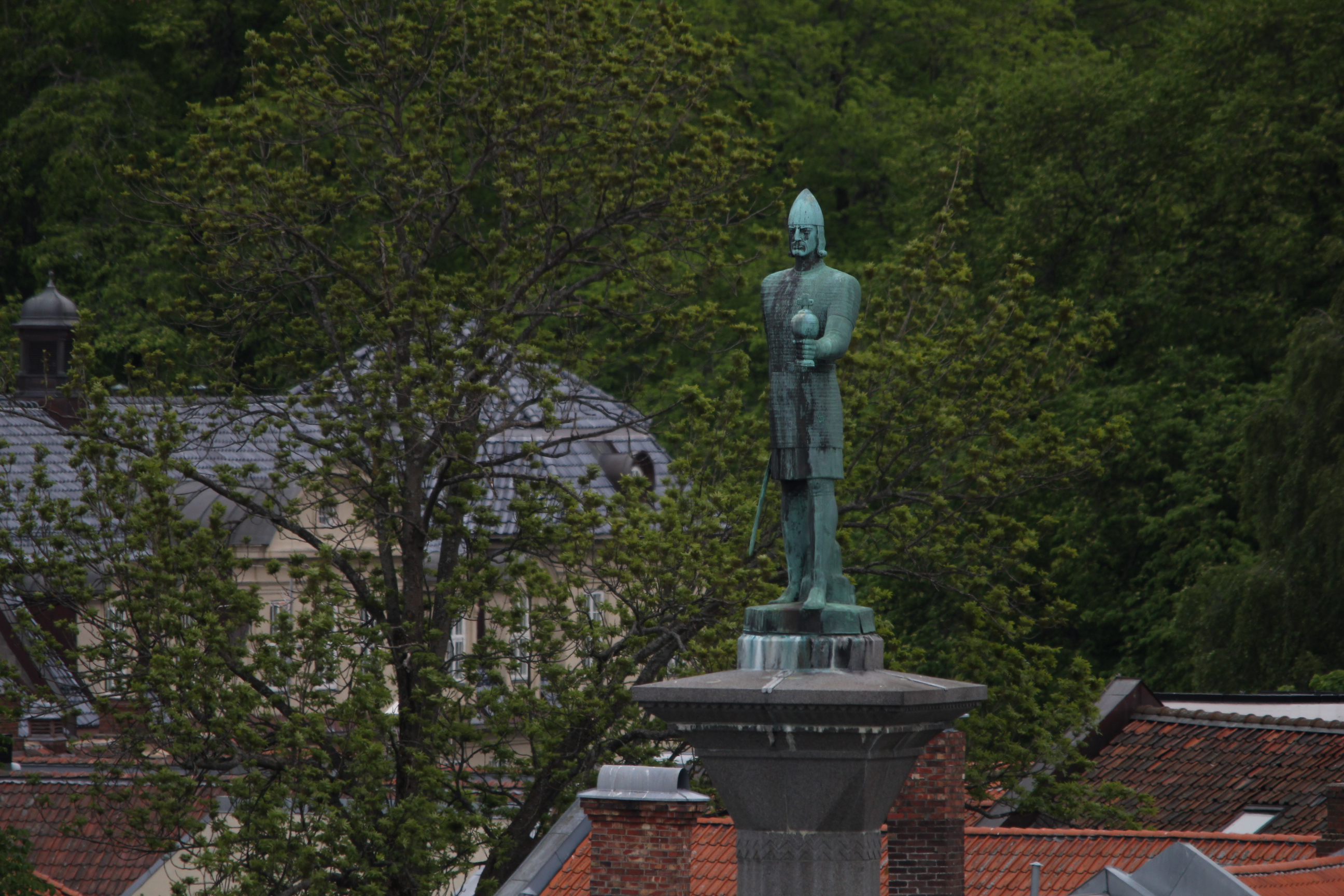
Standbeeld van Olav Tryggvason

Het standbeeld van  Olav Tryggvason domineert het centrale plein van Trondheim in Noorwegen. Op een 18 meter hoge zuil staat het standbeeld dat zijn blik gericht heeft op het forteiland Munkholmen. In 1921 is het standbeeld van de stichter van Trondheim geopend door koning Haakon VII. Vroeger mochten er auto's rondom het standbeeld rijden, het functioneerde als een grote rotonde, maar tegenwoordig is het hele plein autovrij.